# Шушково (посёлок железнодорожной станции, Переславский район)
Шушко́во — посёлок железнодорожной станции в Переславском районе Ярославской области России. В рамках организации местного самоуправления включается в городской округ город Переславль-Залесский.

## География
Находится в южной части области, в зоне хвойно-широколиственных лесов. Недалеко находится дачный посёлок Дубрава, автодорога 78Н-0487. Примерно в 5 километрах находится деревня Шушково.

### Климат
Климат характеризуется как умеренно континентальный, с умеренно холодной зимой и относительно тёплым влажным летом. Среднегодовая температура воздуха — 3,5 °C. Средняя температура воздуха самого холодного месяца (января) — −13,3 °C (абсолютный минимум — −39,5 °C); самого тёплого месяца (июля) — 18 °C (абсолютный максимум — 37 °C). Безморозный период длится около 214 дней. Годовое количество атмосферных осадков составляет около 646 мм, из которых большая часть выпадает в тёплый период. Снежный покров держится в среднем в течение 151 дня.

## История
Станция и посёлок основаны в 1904 году
До 1 января 2019 года входила в состав Рязанцевского сельского поселения, упразднённого в соответствии с Законом Ярославской области от 13 июня 2018 года N 22-з.

## Население
| 2007 | 2010 |
| ---- | ---- |
| 30   | ↘24  |

## Инфраструктура
Путевое хозяйство.

## Транспорт
Автомобильный и железнодорожный транспорт.